# کادوقلی
کادوقلی مرکز استان کردفان جنوبی کشور سودان است.
این شهر در کنارهٔ شمالی دشت نیل سفید واقع شده و جمعیت آن در سال ۲۰۰۷ برابر با ۹۲٬۶۲۴ نفر بود.
کادوقلی در سدهٔ ۱۹ میلادی تحت فرمانروایی مصر قرار گرفت و احتمالاً به عنوان مرکزی برای اجیر کردن بردگان برای لشکر مصر استفاده می‌شد.
شهر کادوقلی امروزه مرکزی برای بازرگانی صمغ عربی و دام است و صنایع آن عبارت است از بافندگی، صابون‌سازی و چرم‌سازی.